# Ferdinand Kaup
Ferdinand Kaup (geb. 1940) ist ein österreichischer Schauspieler und Sprecherzieher.

## Leben
Nach seiner Schauspielausbildung hatte er ab 1961 einzelne Rollenverträge und Jahresengagements in München, Darmstadt, Landshut, am Stadttheater Magdeburg und am Staatstheater Dresden, bei den Salzburger Festspielen 1969, ab 1970 mehrfach am Volkstheater (seit 1971) und am Theater in der Josefstadt, weiters in Bregenz, Innsbruck, Baden-Baden und auf Theatertourneen. Kaup arbeitete mit namhaften Regisseuren zusammen, unter anderen mit Leopold Lindtberg, Oscar Fritz Schuh, Fritz Kortner, Dietrich Haugk, Gustav Manker, Walter Davy, Hans Jaray und Édouard Molinaro. Auch trat er in einigen Fernsehproduktionen auf.
Seit 1980 ist er als Rhetoriktrainer für große Konzerne, am Konservatorium der Stadt Wien, sowie für Priester- und Priesteramtskandidaten tätig.
Seine Tochter ist die Wiener Kulturstadträtin Veronica Kaup-Hasler, sein Sohn der Ö1-Moderator Johannes Kaup.

## Theater
- 1968: Horst Kleineidam: Von Riesen und Menschen – Regie:Hans Dieter Mäde (Staatstheater Dresden)